# Parafia Najświętszego Imienia Maryi w Laskowej
Parafia Najświętszego Imienia Maryi w Laskowej – parafia rzymskokatolicka znajdująca się w diecezji tarnowskiej w dekanacie Ujanowice. Erygowana w XIII wieku. Mieści się pod numerem 120. Obsługują ją księża diecezjalni.
Proboszczem parafii jest ks. Andrzej Wanat.
Odpust parafialny obchodzony jest w niedzielę po 12 września.

## Historia
Początkowo Laskowa należała do parafii w Łososinie Górnej. Dopiero 1 sierpnia 1908 biskup tarnowski Leon Wałęga przysłał do wsi pierwszego samodzielnego kapłana - księdza Pawła Szczygła. Z jego inicjatywy wybudowano w centrum niewielki prowizoryczny kościółek pod wezwaniem Imienia Najświętszej Maryi Panny. W jego ołtarzu znalazło się miejsce dla przeniesionego z dworskiej kaplicy obrazu Matki Bożej Niepokalanej z XVIII wieku.
Oficjalnie parafię w Laskowej erygowano 10 maja 1925. Pierwszym proboszczem został ksiądz Jakub Sora.
W latach 1925–1934 trwała budowa nowej świątyni, która została oficjalnie poświęcona 12 września 1934.

## Kościół
Funkcję kościoła parafialnego pełni eklektyczny kościół pod wezwaniem Najświętszego Imienia Maryi.
Parafia posiada jeszcze niewielką kaplicę cmentarną.